# Martin iz Toursa
Martin iz Toursa ali sveti Martin je rimski škof in svetnik, * 316, Panonija, današnja Madžarska, † 8. november 397, Candes, današnja Francija.

## Življenje
Martin se je rodil okoli leta 316 v Savariji v Panoniji (današnji Sombotel, Madžarska). Njegov oče je bil častnik rimske vojske. Družina se je že kmalu po Martinovem rojstvu preselila v Ticinum (danes Pavia, Italija).
Čeprav njegova starša nista bila kristjana, je Martin že kot otrok spoznal krščanstvo in se pri 10 letih odločil za vstop v katehumenat (uvajanje v krščanstvo). Želel si je postati puščavnik.
Takrat pa mu je oče preskrbel vojaško službo, zato se je Martin pridružil rimski vojski, ki je odhajala v Galijo (današnjo Francijo). Martin je kmalu postal častnik.
Iz tega časa je dogodek, ki je dokončno začrtal Martinovo usodo. V mrzlem zimskem jutru je pred mestnimi vrati mesta Samarobriva (danes Amiens – severno od Pariza, Francija) srečal berača. Ker ni imel nič drugega, kar bi mu lahko podaril, je prerezal na pol svoj topli vojaški plašč in podaril eno polovico beraču. To dejanje je bilo zanj prvi korak spreobrnitve. Kmalu po tem je bil krščen in je pustil vojaško službo.
Odšel je v Poitiers in postal učenec sv. Hilarija. Po nekaj letih se je Martin odpravil misijonarit v rodno Panonijo, kjer se je začel širiti arianizem. Arijanski škofje so ga kmalu pregnali in Martin se je umaknil na otok Gallinara (pri mestu Albengo, Italija), kjer je dolgo živel kot puščavnik. Okoli leta 350 se je vrnil v Poitiers k sv. Hilariju. V bližnjem kraju Ligugé si je postavil puščavniško celico, ki se je v poznejših stoletjih razvila v znamenit samostan.
Leta 371 (ali po nekaterih virih 372) so ga izvolili za škofa v Toursu (severno od Poitiersa) – pri ljudeh je bil namreč zelo priljubljen zaradi skromnosti. Legenda pripoveduje, da je v svoji skromnosti zavrnil škofovsko mesto in se vernikom skril, njegovo skrivališče pa so izdale goske z gaganjem. Tudi ko je sprejel mesto škofa, je ostal neizmerno skromen. Ni se preselil v škofovsko palačo, pač pa je živel z menihi v revnih kočah pred mestnimi vrati (iz teh koč je pozneje nastal slavni samostan Marmoutier). Do smrti je bil škof Martin znan zlasti po svojem zavzemanju za reveže in po nasprotovanju pomehkuženi duhovščini, ki se je v tistem času vedno bolj oddaljevala od Kristusovega zgleda skromnosti.
Umrl je 8. novembra 397 v kraju Candes (severno od Toursa). Kasneje je postal eden najprepoznavnejših rimskokatoliških svetnikov. Njegov pogreb je bil 11. novembra – obletnico pogreba obhajamo kot godovni dan. Na njegovem grobu so postavili kapelo in kasneje baziliko, ki je bila ves srednji vek znana romarska pot. Sprva je bilo ohranjenih tudi veliko njegovih relikvij, pozneje pa so jih večino uničili hugenoti. Martinov plašč je bil dolgo časa francoska državna oziroma dvorna relikvija. Shranjen je bil v dvorni kapeli Sainte Chapelle v Parizu. Današnje ime te zgradbe pravzaprav izhaja iz latinske besede za plašč (cappa, capella) in torej pomeni »plaščarna«, pozneje pa se je to ime začelo uporabljati tudi za druge podobne stavbe – kapele.

## Upodobitve
Svetega Martina najpogosteje uprizarjajo, kako še kot vojak deli plašč z beračem, njegova običajna spremljevalka pa je goska. Sicer ima škofovske insignije in knjigo.
Sveti Martin je tudi upodobljen na doslej najstarejših najdenih freskah na Slovenskem iz obdobja romanike, in sicer  v cerkvi sv. Martina na Pohorju.

## Čaščenje in običaji
Čaščenje svetega Martina je na Slovenskem razširjeno zlasti po vinorodnih krajih.
Martinovo (11. november) je po ljudskem prepričanju dan, ko sveti Martin iz mošta dela vin'.
Martinovanja in »Martinje« so znana po vsej Sloveniji od Istre do Prekmurja.

## Stopinja sv. Martina
Na poti sv. Martina od rodne Savarije do Toursa postavljajo »stopinje sv. Martina« na krajih, ki so povezani s sv. Martinom. Gre za manjše skulpture, ki jih vgradijo na vidno mesto v zgradbi ali na tlaku. V Sloveniji so bile do 11. 11. 2007  postavljene štiri. Prva v Ljubljani pri Etnografskem muzeju, druga  na cerkvi sv. Martina na Pohorju, tretja na cerkvi sv. Martina v Domanjševcih in četrta v Kostanjevici na Krasu.

## Besedila
Martinovo žitje (Vita Martini) je napisal njegov sodobnik in prijatelj Sulpicij Sever. Kritična izdaja je izšla v zbirki Sources chrétiennes (zv. 133, 134, 135); pripravil jo je Jacques Fontaine v letih 1967–69 (COBISS). Slovenskega prevoda še ni, le povzetek je v Letu svetnikov.